# Simon Pirkl
Simon Pirkl (Innsbruck, 3 aprile 1997) è un calciatore austriaco, difensore o centrocampista del Blau-Weiß Linz.

## Caratteristiche tecniche
Gioca come terzino o esterno di centrocampo sulla fascia sinistra, ma può essere utilizzato anche come mediano.

## Carriera

### Club
Pirkl è cresciuto nel Wacker Innsbruck dove ha debuttato il 25 luglio 2014 nell'incontro di Erste Liga perso 2-1 contro l'Austria Lustenau. Ha segnato il suo primo gol il 16 agosto 2016 contro il Liefering.
Nel gennaio del 2018 è stato ceduto in prestito all'Austria Lustenau fino al termine della stagione. Rientrato ad Innsbruck, ha giocato per una stagione con la seconda squadra rimanendo svincolato nel giugno del 2019.
Il 17 ottobre 2019 ha fatto ritorno all'Austria Lustenau con un contratto valido fino a giugno. Il 20 gennaio successivo tuttavia ha lasciato il club biancoverde trasferendosi all'Horn.
Il 1º luglio 2021 è stato acquistato a titolo definitivo dal Blau-Weiß Linz. La stagione successiva ha conquistato con il club la promozione in Bundesliga, dove ha esordito il 29 luglio contro il Wolfsberger.

### Nazionale
Ha giocato numerose partite con le varie nazionali giovanili austriache.

## Statistiche

### Presenze e reti nei club
Statistiche aggiornate al 6 aprile 2024.
| Stagione            | Squadra             | Campionato      | Campionato | Campionato | Coppe nazionali | Coppe nazionali | Coppe nazionali | Coppe continentali | Coppe continentali | Coppe continentali | Altre coppe | Altre coppe | Altre coppe | Totale | Totale | Totale |
| Stagione            | Squadra             | Comp            | Pres       | Reti       | Comp            | Pres            | Reti            | Comp               | Pres               | Reti               | Comp        | Pres        | Reti        | Pres   | Reti   |        |
| ------------------- | ------------------- | --------------- | ---------- | ---------- | --------------- | --------------- | --------------- | ------------------ | ------------------ | ------------------ | ----------- | ----------- | ----------- | ------ | ------ | ------ |
| 2013-2014           | Wacker Innsbruck II | RL              | 9          | 0          |                 | -               | -               |                    | -                  | -                  |             | -           | -           | 9      | 0      |        |
| 2014-2015           | Wacker Innsbruck II | RL              | 9          | 1          |                 | -               | -               |                    | -                  | -                  |             | -           | -           | 9      | 1      |        |
| 2017-2018           | Wacker Innsbruck II | RL              | 3          | 0          |                 | -               | -               |                    | -                  | -                  |             | -           | -           | 3      | 0      |        |
| 2014-2015           | Wacker Innsbruck    | 1L              | 8          | 0          | CA              | 0               | 0               |                    | -                  | -                  |             | -           | -           | 8      | 0      |        |
| 2015-2016           | Wacker Innsbruck    | 1L              | 2          | 1          | CA              | 0               | 0               |                    | -                  | -                  |             | -           | -           | 2      | 1      |        |
| 2016-2017           | Wacker Innsbruck    | 1L              | 28         | 3          | CA              | 0               | 0               |                    | -                  | -                  |             | -           | -           | 28     | 3      |        |
| 2017-gen. 2018      | Wacker Innsbruck    | 1L              | 9          | 0          | CA              | 2               | 0               |                    | -                  | -                  |             | -           | -           | 11     | 0      |        |
| gen.-giu. 2018      | Austria Lustenau    | 1L              | 7          | 0          | CA              | 0               | 0               |                    | -                  | -                  |             | -           | -           | 7      | 0      |        |
| 2018-2019           | Wacker Innsbruck II | 2L              | 24         | 2          |                 | -               | -               |                    | -                  | -                  |             | -           | -           | 24     | 2      |        |
| ott. 2019-gen. 2020 | Austria Lustenau    | 2L              | 6          | 0          | CA              | 1               | 0               |                    | -                  | -                  |             | -           | -           | 7      | 0      |        |
| gen.-giu. 2020      | Horn                | 2L              | 13         | 0          | CA              | 0               | 0               |                    | -                  | -                  |             | -           | -           | 13     | 0      |        |
| 2020-2021           | Horn                | 2L              | 18         | 0          | CA              | 2               | 0               |                    | -                  | -                  |             | -           | -           | 20     | 0      |        |
| 2021-2022           | Blau-Weiß Linz      | 2L              | 21         | 1          | CA              | 2               | 0               |                    | -                  | -                  |             | -           | -           | 23     | 1      |        |
| 2022-2023           | Blau-Weiß Linz      | 2L              | 28         | 0          | CA              | 3               | 0               |                    | -                  | -                  |             | -           | -           | 31     | 0      |        |
| 2023-2024           | Blau-Weiß Linz      | BL              | 25         | 3          | CA              | 2               | 0               |                    | -                  | -                  |             | -           | -           | 27     | 3      |        |
| Totale carriera     | Totale carriera     | Totale carriera | 209        | 10         |                 | 12              | 0               |                    | -                  | -                  |             | -           | -           | 221    | 10     |        |

## Palmarès

### Club

#### Competizioni nazionali
- 2. Liga: 2

Wacker Innsbruck: 2017-2018
Blau-Weiß Linz: 2022-2023